# Liwa al-Tafuf
Le Liwa al-Tafuf ou Liwa al-Toufouf est une milice islamiste chiite irakienne fondée en 2014.

## Histoire

### Fondation et affiliations
Le Liwa al-Tafuf est fondé en 2014 et est affilié aux Hachd al-Chaabi, dont il forme la 13e brigade. Son chef Qasim Muslih, à l'origine issu du Liwa Ali al-Akbar, une autre brigade chiite, est également chef des Hachd al-Chaabi pour l'ouest de la province d'al-Anbar à partir de septembre 2017.

### Idéologie
Le Liwa al-Tafuf est une milice islamiste chiite. Elle est liée au Mausolée de l'imam Hussein à Kerbala. Progressivement lors de la Seconde guerre civile irakienne, elle se rapproche de la tendance pro-iranienne des Hachd al-Chaabi.

### Actions
Le Liwa al-Tafuf participe à la bataille de Jourf al-Sakhr en 2014 et à la bataille de Mossoul en 2016 et 2017. Après la reconquête de Mossoul, le groupe est signalé dans l'ouest de la province d'al-Anbar, dans l'ouest de la province de Ninive et dans la province de Diyala. Il participe aux opérations près de la frontière syrienne, avec notamment la Bataille d'al-Qaïm. En septembre 2017, une escarmouche l'oppose au PKK à Sinjar. 
Le 12 février 2018, au cours de l'Offensive de Deir ez-Zor en Syrie, le Liwa al-Tafuf, vient en aide à onze combattants des Forces démocratiques syriennes (FDS) encerclés par des djihadistes de l'État islamique à 500 mètres de la frontière irakienne,. Le 12 novembre 2018, elle réalise une autre incursion en territoire syrien et tire des roquettes contre des positions de l'État islamique à Baghouz Fawqani, al-Soussah et Mozan, alors que les combats entre les djihadistes et les FDS se poursuivent dans cette zone.